# Marijan Mauko
Marijan Mauko, slovenski pesnik, * 2. december 1935, Zagreb, † 25. julij 2013, Mežica. 
Mladost je preživljal v Sv. Trojici in v Lenartu. Kot rudar je bil zaposlen v rudnikih Trbovlje, Hrastnih Velenju in Mežici. Je ljubiteljski raziskovalec, zgodovinar in nekdanji predsednik literarnega kluba Slovenj Gradec. Poezijo je objavljal v Dialogih, Informatorju, Koroškem fužinarju, Odsevanjih, Mentorju, piše in objavlja tudi prozo, strokovne članke. Bil je urednik tovarniške literarne revije Šumc. 
V pesniški dejavnosti ustvarja haikuje.
Bibliografija:
- Kipci generala Pepija, Tatrman... [S.l. : s.n.], 1988
- Gorje neumnemu in druge neumnosti, poezija, samozaložba, Mežica 1991
- Haiku, samozaložba, Mežica 1993 (COBISS)
- Haiku šola (Maukova), Pocvetke M. Mauko, Mežica 1997
- Roža ognjena, haiku, Mauko M., Mežica 2000
- Haiku, kaj je to haiku?, kasen, haibun, potopis, antologija,- samozaložba, več natisov, Mežica 2001
- Mavke srebrijo, poezija, pesniška zbirka, samozaložba, Mežica 2002
- Prvi mednarodni haiku tabor-Češnjev cvet, kratka proza, zložbenka, Sevnica 2002
- Tanke Lunidov, poezija, Voranc, Ravne na Koroškem 2002
- Uta na soncu, prva slovenska zbirka ut, poezija, samozaložba, Mežica 2002
- Pot v Zavine, haiku, Marjan Mauko, Mežica 2003
- Sklepani srpi, haiku, zgobanka (?), samozaložba, Mežica 2005